# Pyramidion (album)
Pyramidion is een ep van Ozric Tentacles. Pyramidion is het topje van de piramide of obelisk. Het nummer Pyramidion is het enige nieuwe nummer op dit album. De overige nummers zijn opgenomen tijdens een concert in de Boardwalk in Sheffield. De drummer Prince had bij de opname van het nieuwe nummer de band al verlaten, Geelani speelde nog mee. Het hoesontwerp was in basis van John Egan.

## Musici
- Ed Wynne – gitaar, synthesizers
- Christopher "Seaweed" Lennox-Smith – synthesizers
- John "Champignon" Egan – dwarsfluit
- Zia Geelani – basgitaar
- Johnny Morgan – slagwerk op Pyramidion
- Conrad "Rad" Price – slagwerk, livenummers

## Muziek
| Nr. | Titel          | Duur  |
| --- | -------------- | ----- |
| 1.  | Pyramidion     | 6:16  |
| 2.  | Xingu          | 7:40  |
| 3.  | Pixel dream    | 12:12 |
| 4.  | Sultana Detrii | 9:18  |
| 5.  | Aramanu        | 5:47  |